# Henri Robinson
Henri Robinson, dit Harry (Bruxelles, 8 mai 1897 - septembre 1943, Allemagne ?) était un agent de renseignement travaillant pour l'URSS.

## Biographie
Originaire d'une famille juive allemande, il devient communiste dans sa jeunesse et milite, après  avoir suivi des études au sein de l'université de Zürich, à la section des liaisons internationales (OMS) du Komintern, dont il finit par devenir un « illégal » (agent clandestin).
À partir des années 1930, il est responsable pour l'Europe occidentale de la section des liaisons internationales (OMS) du Komintern. Il travaillait également pour la  Quatrième Direction de l'Armée rouge ou GRU. Henri Robinson était à la tête d'un vaste réseau établi en Grande-Bretagne, en France, en Belgique, en Suisse, en Italie, et jusqu'en Bulgarie.
A Berlin, il rencontre Klara Schabbel qui devient sa partenaire. Ils ont un fils, Leo Schabbel, né le 17 octobre 1922.
Henri Robinson est arrêté par la police secrète allemande à Paris, le 21 décembre 1942, probablement grâce à des renseignement fournis aux Allemands par Leopold Trepper,. On ne connait pas précisément son destin à partir de cette date ; il est probablement exécuté par les nazis, en septembre 1943, au sein d'une prison à Berlin-Moabit.
Sa vie fait l'objet d'un livre de Thierry Wolton : Le Grand Recrutement (Grasset, 1993).